# Vara (commune de Suède)
Pour les articles homonymes, voir Vara.
La commune de Vara est une commune suédoise du comté de Västra Götaland peuplée d'environ 16 040 habitants (2020). Son chef-lieu se situe à Vara.

## Localités principales
- Arentorp
- Emtunga
- Fåglavik
- Jung
- Kvänum
- Larv
- Stora Levene
- Tråvad
- Vara
- Vedum